# Seznam častnih občanov Občine Šentjur
Seznam častnih občanov Občine Šentjur navaja nosilce tega naziva, ki je eno od priznanj Občine Šentjur.

## Seznam
- dr. Janez Šmid, imenovan leta 2005
- Mihael Bučar, imenovan leta 2014[2]